# Kanpyō
Kanpyō (jap. 干瓢, 乾瓢 kanpyō) – suszone, o kremowym kolorze, paski tykwy butelkowej o nazwie yūgao (Lagenaria siceraria var. hispida). 

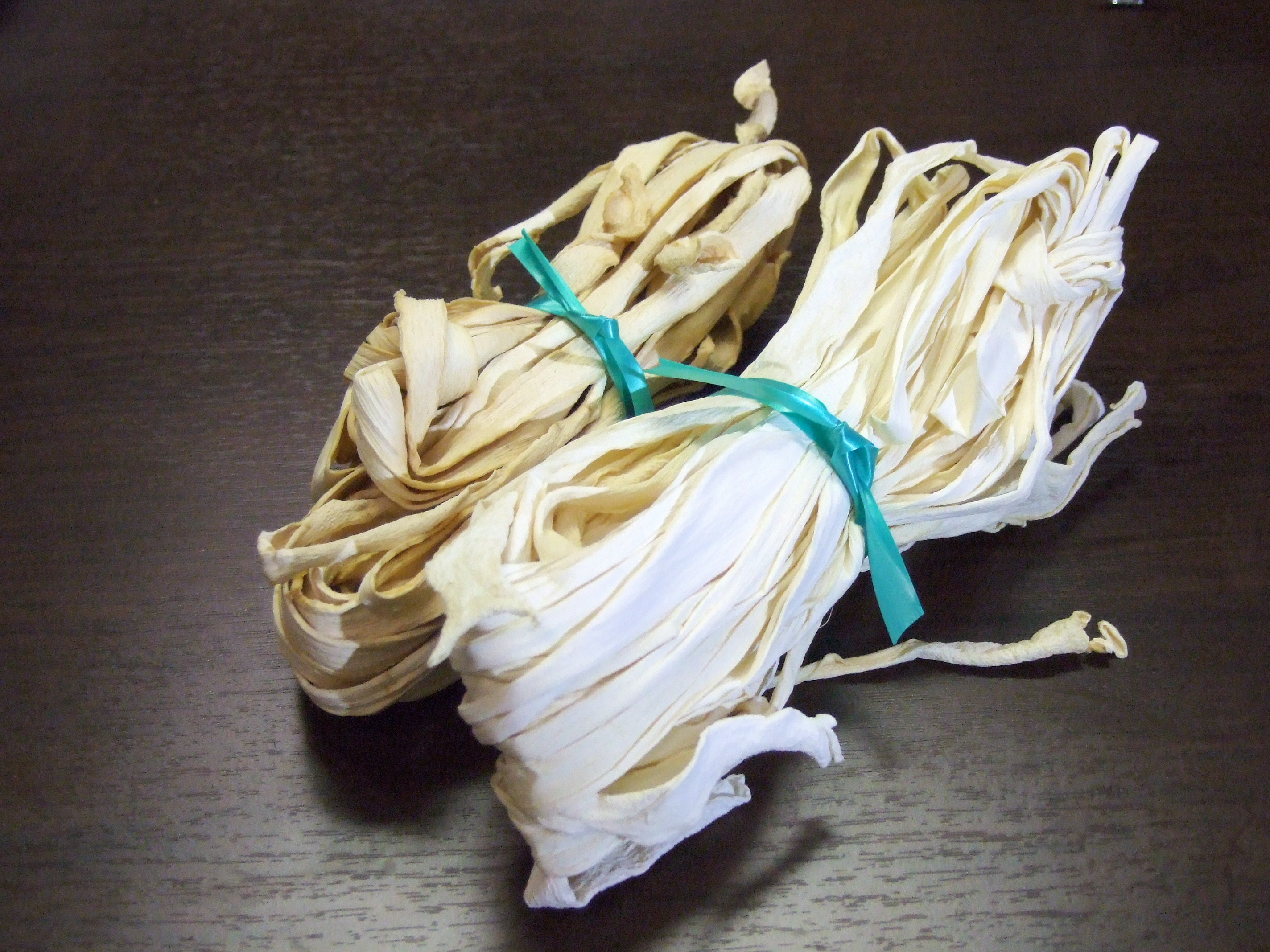
Surowe kanpyō z tykwy Lagenaria siceraria var. hispida (yūgao, 夕顔)

Kanpyō jest stosowane w kuchni japońskiej. Po ugotowaniu i przyprawieniu wykorzystywane m.in. jako wypełnienie do maki-zushi, w zupach i składnik aemono (rodzaj sałatek z surowych i gotowanych warzyw, posiekanej ryby, skorupiaków, kawałków mięsa, oblanych sosem). 